# Occhiobello (przystanek kolejowy)
Occhiobello (wł. Stazione di Occhiobello) – przystanek kolejowy w Occhiobello, w prowincji Rovigo, w regionie Wenecja Euganejska, we Włoszech. Znajduje się na linii Bolonia – Ankona. 
Według klasyfikacji Rete Ferroviaria Italiana ma kategorią brązową.

## Linie kolejowe
- Linia Bolonia – Ankona

## Ruch kolejowy
Przystanek obsługiwany jest przez regionalne pociągi Rovigo-Ferrara i Padwa-Ferrara.